# SERIEs - Journal of the Spanish Economic Association
SERIEs - Journal of the Spanish Economic Association es una de las revistas científicas españolas más importantes en el campo de la economía. Su primer número apareció en marzo de 1999, y venía a sustituir a Revista Española de Economía. Enfocada tanto al análisis como a la economía aplicada, está abierta a investigadores de todo el mundo. La edita la Asociación Española de Economía, y su editor actual es Jordi Caballé, de la Universidad Autónoma de Barcelona. 
Todos los artículos se publican en inglés.